# 大雅庄
大雅庄，為1920年─1945年間存在之行政區，轄屬台中州豐原郡。今台中市大雅區。

## 街原名
原屬捒東下堡之垻雅街、四塊厝庄、上楓樹脚、上員林庄、下員林庄、埔仔墘庄、六張犁庄、十三藔庄、上橫山庄、下橫山、花眉庄、西員寶庄、馬崗厝庄、大田心庄
- 垻雅街改稱大雅

## 行政區劃
大雅庄轄域內分為大雅、四塊厝、上楓樹脚、上員林、下員林、埔子墘、六張犁、十三寮、上橫山、下橫山、花眉、西員寶、馬岡厝、大田心十四個大字。